# Рио-Фрио (нижний приток Палены)
Рио-Фри́о (исп. Río Frío — Холодная) — река в Чили, в регионе Лос-Лагос, правый приток Палены. Площадь водосборного бассейна — 731,16 км².
Рождается из горных ледников к юго-западу от озера Ельчо, близ водораздела с рекой Корковадо. Течёт на север, затем, описывая дугу, на восток и наконец на юг, принимает в себя правый приток — реку Оэсте, после чего впадает в Палену там, где сама Палена делает крутой разворот, меняя северо-западное направление на южное. Своим названием река обязана тому, что, спускаясь с гор, имеет более низкую температуру воды, чем Палена. Впадает в Палену в 152 км от истока. Устье Рио-Фрио расположено на высоте 86 м над уровнем моря, а ширина русла достигает 30 м.
Согласно описанию Луиса Рисопатрона, в верхнем течении Рио-Фрио протекает по лесистой долине, а в нижней части вьётся среди аллювиальных отложений, объём стока существенно увеличивается в начале летнего сезона за счёт таяния снегов. В долине реки создан одноименный заповедник площадью 5967,1 км².